# Чилмехроб
Чилмехроб (тадж. Чилмеҳроб, до 2008 года — Карл Маркс) — село в районе Рудаки Республики Таджикистан. Входит в состав джамоата (сельской общины) Россия района Рудаки.
Находится недалеко от г. Душанбе, на расстоянии 13 км от райцентра (пгт. Сомониён) и 1 км от центра общины (село Куштеппа).
Население — 2755 чел. (2017; 3500 чел. в 1977 году, таджики и узбеки; 51 домохозяйств и 133 человек, узбеки – в 1932 году).
В 1932 году входил в состав джамсовета Гулистан Сталинабадского района, с 1965 года — в составе кишлачного совета Куштеппа Ленинского района. 
С 2020 года — в составе района Шохмансур города Душанбе. 